# Hœnheim
Hœnheim is een gemeente in het Franse departement Bas-Rhin (regio Grand Est). De gemeente is de hoofdplaats van het kanton Hœnheim in het arrondissement Strasbourg. Hœnheim telde op 1 januari 2022 11.413 inwoners.

## Geschiedenis
De plaats werd voor het eerst vermeld in de 8e eeuw. In de 9e eeuw werd de plaats geschonken aan de benedictijner Abdij van Honau. 
In 1815 werd bij Hœnheim een veldslag uitgevochten tussen Fransen en Pruisen, waarbij het dorp werd vernield. Tot het einde van de 19e eeuw was Hœnheim een dorp met landbouwers en kleine zelfstandigen. In 1854 werd het Marne-Rijnkanaal geopend en in 1874 kwam er een tramlijn naar Straatsburg.
Hœnheim  behoorde tot het kanton Bischheim in het arrondissement Strasbourg-Campagne. Bij de kantonale herindeling werden beide opgeheven vanaf 2015, en Hœnheim werd  ondergebracht in het kanton Hœnheim in het arrondissement Strasbourg.

## Geografie
De oppervlakte van Hœnheim bedroeg op 1 januari 2022 3,42 vierkante kilometer; de bevolkingsdichtheid was toen 3.337,1 inwoners per km². Het Marne-Rijnkanaal loopt door de gemeente.

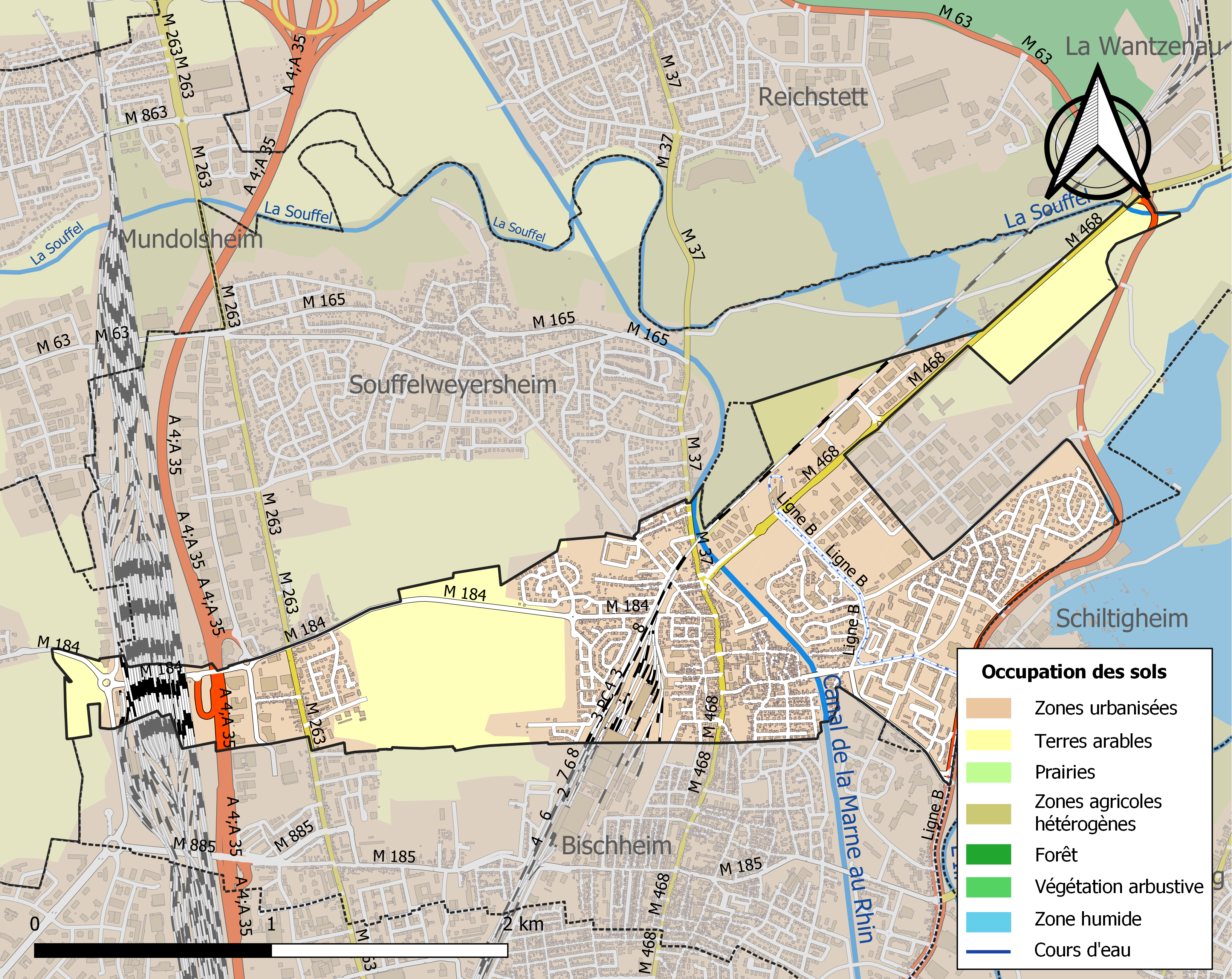
Kaart van de gemeente met de belangrijkste infrastructuur, bodemgebruik en omliggende gemeenten

## Demografie
Onderstaande figuur toont het verloop van het inwonertal (bron: INSEE-tellingen).

## Verkeer en vervoer
In de staat het spoorwegstation Hoenheim-Tram.